# Jason Vermeer
Jason Ashley Vermeer (Voorburg, 4 april 1994) is een Nederlandse voetbaltrainer, gespecialiseerd in techniektraining en individuele spelersbegeleiding. Sinds 2017 is hij werkzaam bij de Chinese profclub Beijing Guoan F.C. In 2025 werd Vermeer toegevoegd aan het Surinaams voetbalelftal (mannen) voor de WK-kwalificatiewedstrijden en de CONCACAF Gold Cup 2025.

## Loopbaan
Vermeer begon zijn trainersloopbaan op jonge leeftijd in Nederland. Hij deed ervaring op bij onder andere DHC Delft, AFC Ajax Camps & Clinics en de voetbalschool van Chris Kronshorst. Ook liep hij stages bij Red Bull Salzburg en werkte hij kortstondig voor FC Dinamo Tbilisi in Georgië.
In 2016 werd hij assistent-trainer bij het nationale onder-19-team van China. Kort daarna werd hij aangesteld bij Beijing Guoan F.C. , waar hij sinds augustus 2017 actief is. Hij was onder meer werkzaam als techniektrainer in de jeugdopleiding, individuele trainer bij het eerste elftal en — in het seizoen 2022–2023 — als assistent-trainer van het eerste elftal. In deze functies werkte hij samen met hoofdtrainers als Roger Schmidt, Bruno Génésio, Slaven Bilić, Stanley Menzo en Quique Setién.
Vanaf 2025 maakt Vermeer deel uit van de technische staf van het Surinaams voetbalelftal (mannen). Bij zijn eerste interlandperiode behaalde Suriname een 1–0 overwinning op Puerto Rico en een 1–1 gelijkspel tegen El Salvador, waarmee het zich plaatste voor de laatste kwalificatieronde voor het WK 2026. Daarnaast was hij actief tijdens de CONCACAF Gold Cup 2025.

## Spelersontwikkeling
Vermeer werd opgeleid door Chris Kronshorst, die in directe lijn staat met de trainingsfilosofie van Wiel Coerver. Op basis daarvan ontwikkelde Vermeer een eigen aanpak, waarin techniektraining wordt gecombineerd met tactisch motorisch handelen: het vermogen van spelers om technische keuzes en bewegingen af te stemmen op steeds veranderende spelomstandigheden. Deze werkwijze paste hij toe bij zowel jeugdteams als het eerste elftal van Beijing Guoan F.C..
Hij werkte onder meer met internationale spelers als Cédric Bakambu, Jonathan Viera, Samuel Adegbenro en Giorgi Chakvetadze, en begeleidde daarnaast diverse spelers die actief zijn voor het Chinese nationale elftal, waaronder Zhang Yuning, Wei Shihao, Wei Zhen, Wang Ziming, Cao Yongjing, Lin Liangming, Li Lei, Tao Qianglong en Gao Tianyi